# 大阪浪華錫器
大阪浪華錫器（おおさかなにわすずき）とは、大阪府大阪市で製造されている錫の器。錫を鋳込んで轆轤（ろくろ）で磨き上げるなどの表面処理を行って作られる。製品には神具、仏具、酒器、茶器、菓子器、花瓶、その他日用品などが挙げられる。経済産業大臣指定伝統的工芸品。全国の錫器のシェアの7割程度を占める。

## 歴史
日本列島で錫を含んだ青銅の使用は弥生時代まで遡るが、錫が単独で使われるのは6~7世紀頃の飛鳥時代ごろとされ、8世紀の正倉院御物には幾つかの錫器が確認される。。錫は瓶子や銚子などの使用が主であり元々の用途が、酒を注ぐために使われるための徳利のことを「すす（錫）」と呼ばれていた。最も古くに錫器製造業が営まれたのは京都であるとされ、その後江戸時代初期に大阪の心斎橋を中心に幾つもの錫屋が営業を始め、高級で洒落た生活用具として大阪の一般家庭の生活の中に浸透していく。

## 製造工程
大阪浪華錫器は鋳込み、ロクロ引き、接合、仕上げと大きく分けて４工程ある。
純錫は常温で手でも曲げられるほど柔らかいため、溶解時に銀や銅などを少し混ぜて合金にし強度を高めている。江戸時代に作られた錫は有毒な鉛を2割以上も含んでいる場合があるが、現在は鉛は使われていない。錫は機械での加工が難しいほど柔らかいが、融点は270℃程度と低く、鋳型で鋳込み易い金属でもある。
鋳型で鋳込んだ錫は冷ましてから、ロクロで刃物で引かれ、独特の白い光沢を帯びるようになる。必要であれば２つ以上の部材を接合し、鎚で打って表情を付けたり、硝酸で表面を腐らしたりして、表情を作る。仕上げ工程で漆を塗ったり、藤などを巻くことも多い。